# Peregryn Haczela
Peregryn Haczela, właśc. Jan Haczela (ur. 26 grudnia 1865 w Odrzykoniu, zm. 26 lipca 1942 w Stanisławowie) – polski franciszkanin konwentualny, prezbiter, doktor filozofii i teologii, prowincjał, zastępca ojca generała. 

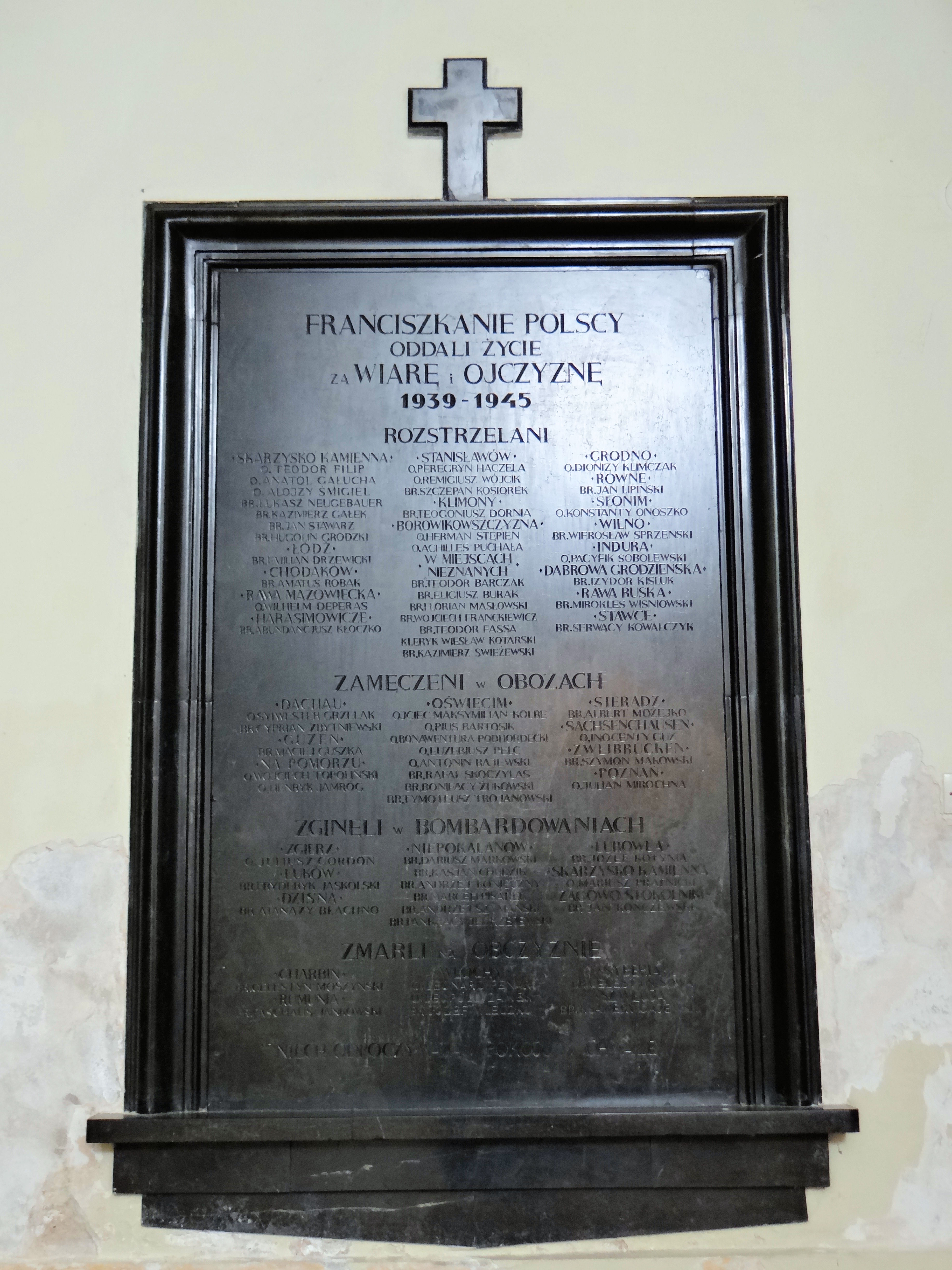
Tablica upamiętniająca w kościele Stygmatów św. Franciszka w Warszawie

## Życiorys
Urodzony w rodzinie rolniczej. Do szkół uczęszczał w Krośnie. Święcenia kapłańskie otrzymał w 1890. Uzyskał doktorat z teologii i filozofii.  
W 1899 został wybrany asystentem prowincjała prowincji galicyjskiej franciszkanów we Lwowie, o. Benignego Chmury. W 1902 został wybrany kustoszem dla kustodii krakowskiej. Od stycznia 1904 do 1905 był gwardianem klasztoru w Krakowie. Od 1905 był prowincjał prowincji lwowskiej na terenie Galicji. W 1908 został nowym postulatorem w sprawie kanonizacji bł. Kingi. W 1909 został wybrany w diecezji lwowskiej cenzorem książek treści religijnej. W 1914 został pierwszym zastępcą (asystentem) generała. Pełnił także funkcję socjusza. W sierpniu 1924 po raz czwarty został wybrany prowincjałem.
W czasie misji, które głosił w Pabianicach, poruszył Rajmunda Kolbego (późniejszego świętego), tak że ten z bratem Franciszkiem Kolbe przedarł się przez kordon do zaboru austriackiego i zgłosił się do seminarium franciszkanów we Lwowie. Tam o. Haczela przyjął Kolbego do seminarium, ale później wysłał na studia do Rzymu.
Pod koniec lat 30. przebywał klasztorze Franciszkanów w Jaśle.
W czasie II wojny światowej został aresztowany w Haliczu pod zarzutem ukrywania Żydów i zamordowany  przez Niemców 26 lipca 1942 w Stanisławowie (albo w drodze z Halicza do Stanisławowa) wraz z br. Stefanem Kosiorkiem i o. Remigiuszem Wójcikiem.

## Upamiętnienie
Ojciec Peregryn Haczela został wymieniony na tablicach pamiątkowych, jednej pod nazwą Franciszkanie umęczeni w czasie wojny 1939–1945 w kościele franciszkanów Krakowie (w krużgankach) oraz na drugiej, pod nazwą Franciszkanie polscy oddali życie za Wiarę i Ojczyznę 1939–1945 w kościele Stygmatów św. Franciszka w Warszawie.